# Low Bandwidth Broadcasting
Low Bandwidth Broadcasting [ləʊ ˈbændwɪtθ ˈbɹɔːdˌkɑːstɪŋ] steht für eine Übertragung von Fernsehdaten im Downpush-Verfahren außerhalb der Spitzenlastzeiten (während der Nacht).
Dabei wird die freie Bandbreite effektiver genutzt, um Filme oder andere Daten innerhalb des DVB Transport streams zu übertragen, welche auf dem PC oder Festplattenreceiver des Empfängers zwischengespeichert werden und zur Spitzenlast oder einer beliebigen anderen Zeit abgerufen werden können.
Interessant ist diese Technik im DVB-T Betrieb und HDTV, da DVB-T eine geringe Bandbreite pro Transponder zur Verfügung stellen kann, die eine HDTV-Übertragung komplett ausfüllen kann. Aber auch über Satellit oder Kabelanschluss kann diese Technik eingesetzt werden.
Es besteht auch die Möglichkeit des Fernsehsenders, einen HDTV-Film rechtzeitig vor der Ausstrahlung des gleichen, regulären PAL-Filmes zum Zuschauer zu senden, welcher dann im Simulcast angezeigt wird, ohne dass ein weiterer TV-Kanal dafür genutzt werden muss.